# GTIN

GTIN, содержащий также ITF-14.

GTIN (англ. Global Trade Item Number, также ГТИН) — глобальный номер товарной продукции в единой международной базе товаров GS1. Используется для маркировки и логистического учёта в глобальном потоке поставок: в распределительных центрах, розничной и оптовой торговле, на складах, в бухгалтерском учёте и так далее, чтобы производить однозначную идентификацию товаров и находить их в базах данных. Универсальный номер может включать в себя как глобальные, так и другие данные о товаре. В штрих-коде GTIN используются только цифры, недопустимы буквы или другие символы.
Разработан и поддерживается некоммерческой организацией по разработке стандартов информации в сфере бизнес-процессов GS1. Действует наряду с американским стандартом UPC и европейским EAN. GTIN-код имеет длину 8, 12, 13 или 14 цифр. Каждая из цифровых схем построена по аналогу с предыдущими стандартами и включает в себя префикс компании, код товара и контрольную цифру. Учёт номеров (штрих-кодов) товарной продукции в России ведётся Ассоциацией автоматической идентификации «ЮНИСКАН/ГС1 РУС» (ГС1 РУС, GS1). GTIN наносится черными чернилами на белую матовую бумагу

## История
Изобретателем штрих-кода стал американский инженер Норман Вудленд, который придумал маркировку товаров по аналогу с азбукой Морзе. Вместе с аспирантом Бернардом Сильвером он запатентовал основную концепцию штрих-кода в 1952 году. Применение штрих-кодов началось позднее, так считывать и расшифровывать их в то время было невозможно — до изобретения лазера оставалось 8 лет, а до всеобщей компьютеризации — более 15.
Первый универсальный штрих-код (UPC) был автоматически обработан в июне 1974 года на кассе супермаркета Marsh: был отсканирован штрих-код на упаковке жевательной резинки. В небольшом городке Трой в округе Майами, штат Огайо, это историческое событие отмечается до сих пор. В 1977 году в Брюсселе открыт офис Европейской ассоциации нумерации продукции (EAN), позже переименованный в GS1.
Когда в 1980-х годах штрих-код стали использовать и компании-производители, они быстро поняли преимущества мгновенной идентификации товара — компания не только получала достоверные статистические данные, но и могла оптимизировать продажи, так как знала о том, какой товар продаётся, а какой лежит почти без движения на полках магазинов и на складах. В 1989—1990 годах с развитием Интернета GS1 выходит за рамки национальных штрих-кодов, создаётся первый международный стандарт для электронного обмена данными, в 45 странах появляются международные подразделения. В 1995 году стандартизация пришла в сферу здравоохранения и медицинских услуг.
В 2004 году по данным журнала Fortune штрих-код использовали от 80 до 90 процентов из 500 крупнейших компаний США, в 2005 создаётся глобальная Международная Ассоциация GS1, в которой объединяются национальные организации стандартизации. В 2011 году разработан GS1 QR Code для мобильных устройств.

## Описание

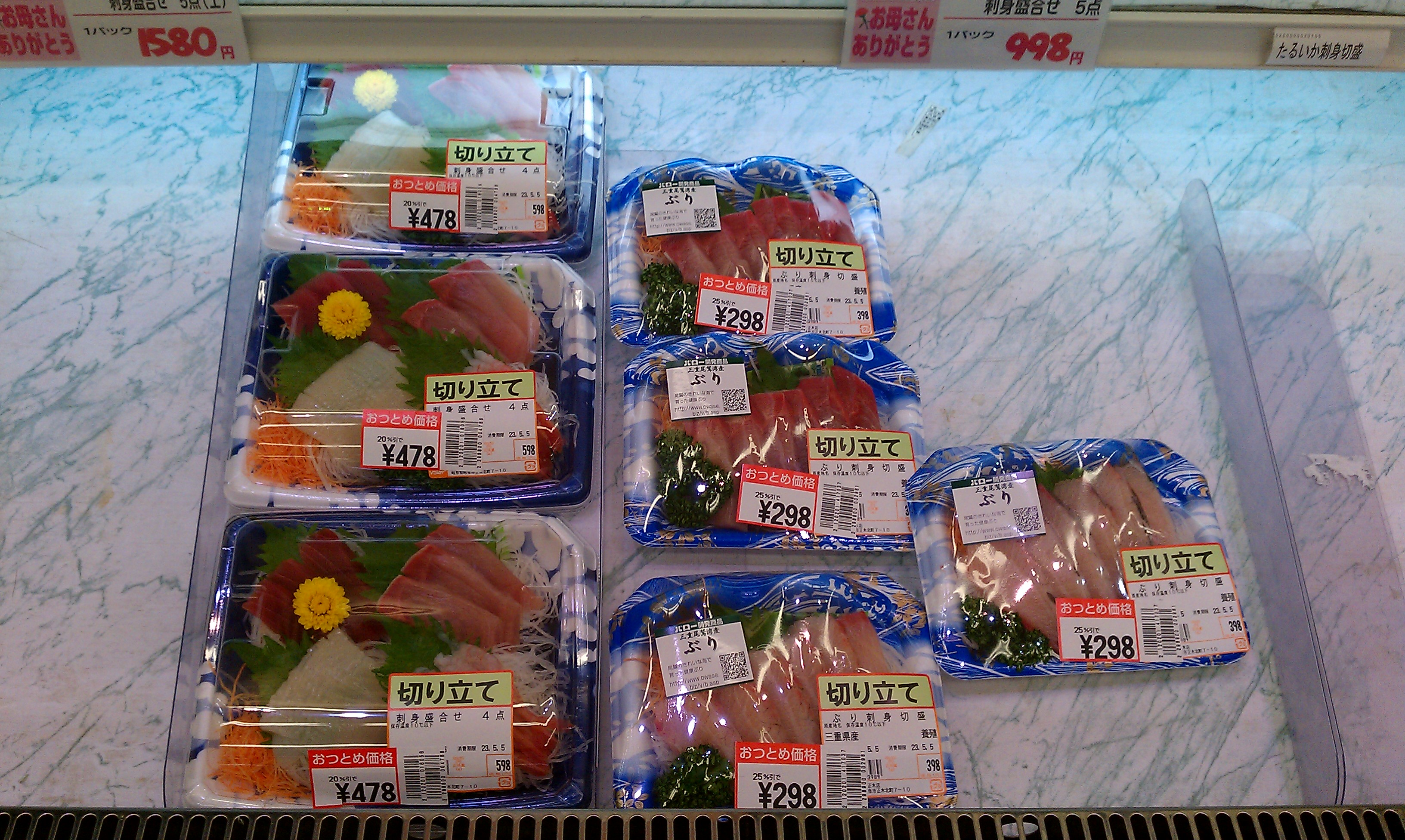
GS1 QR-код на товарах в супермаркете.

GTIN наносится на товар по стандартным правилам в виде штрихового кода. Глобальная система набора цифр, утверждённая на международном уровне, необходима для систематизации видов продукции, так как набор данных может меняться: товар различают по набору характеристик — цвету, наименованию, форме или иным параметрам. Набор характеристик товара может быть разным, поэтому разному товару соответствует свой набор цифр. В том случае, если набор характеристик не составляет 14 знаков, пробелы заполняются цифрой 0, так как стандартное оборудование настроено на считывание 14 знаков.
GTIN может быть одинаковым для партии или нескольких партий товара, в которой все изделия одинаковы по техническим и иным характеристикам, но для каждой новой товарной единицы регистрируется отдельный GTIN. GTIN не бывает одинаковым для двух или более продуктов, так как набор цифр уникален именно для этого товара, который читается одинаково во всех странах. Если компания является членом GS1 (в России ГС1 РУС), то при помощи GTIN (штрих-кода товара) информацию о товаре можно получить онлайн с помощью сервиса GEPIR (Global Electronic Party Information Registry), и она будет расшифрована единообразно по всему миру.
GTIN сам по себе не содержит какой-либо информации и не подпадает под какую-либо классификацию. Это единообразный цифровой код, созданный для унификации всех других видов штрих-кодов: ITF-14, EAN-13, EAN-8 и др. Все коды GTIN заносятся в единую базу данных.

## Использование

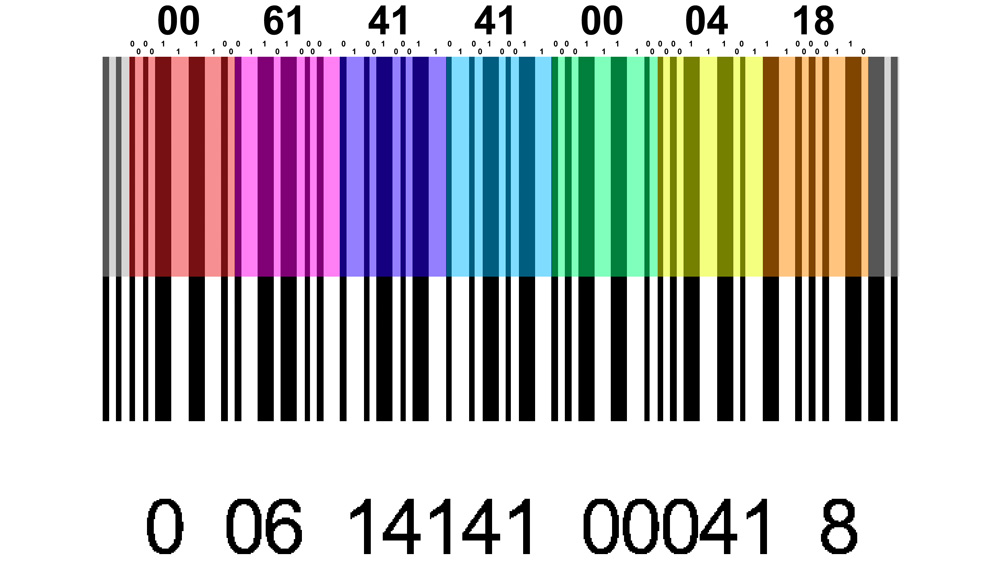
Каждая пара цифр GTIN имеет цветовую кодировку. Вверху показаны значения для каждой цифры и пары цифр

Единое систематизированное обозначение товара используется при описании и систематизации продукции в ходе обработки и доставки товара, для которых не нужны списки со словесным описанием (например, конфеты «Мишка на Севере»), описание товара происходит при помощи присвоения ему глобального номера товарной продукции из цифр. С помощью оборудования (компьютер, терминал, сканер, программное обеспечение, генератор штрихового кода и так далее) документация, например, счета или товаротранспортные накладные, обрабатывается автоматически.
Глобальный номер GTIN удобен для работы с документацией, в организации и поиске товаров на складах и в магазинах (приёмка, учёт и отгрузка), в системах бухгалтерского и иного учёта, при автоматизации учётных операций (например, в системе ЕГАИС), в платёжных документах при оформлении заказов, в документах на доставку и т. д. При электронном обмене данными GTIN-номера служат ссылками для обращения к мастер-данным, что резко уменьшает объём передаваемой информации и обеспечивает возможность централизованного исправления ошибок.
Правовых документов, нормативных актов и стандартов, обязывающих предприятие ставить штрих-код ГТИН (или иной штриховой код), в России нет. Обязательными товарами, которые должны содержать штрих-код, в России являются на 1 марта 2020 года лекарства, шубы, табак, обувь и алкоголь. Требования к уникальным идентификаторам транспортируемых единиц в РФ содержатся в ГОСТ ISO/IEC 15459-1-2016 «Информационные технологии. Технологии автоматической идентификации и сбора данных. Идентификация уникальная. Часть 1. Индивидуальные транспортируемые единицы».
Крупные торговые площадки, такие как Google, Amazon и другие, сделали систему распознавания товара по штрих-коду GTIN обязательной для всех продуктов, продаваемых на их платформах для того, чтобы недобросовестные продавцы не могли обманывать покупателей или продавать некачественный товар, используя недействительные коды, не занесённые в единую базу данных. Для продажи продукции, существующей в электронном виде (электронных книг, программного обеспечения, аудиофайлов, фотографий, игр и т. д.), а также для ряда других товаров (антикварные вещи, изделия ручной работы и другие) не требуется штрих-код типа GTIN.
Расшифровка штрих-кода содержит:
- данные о способе упаковки (цифры-индикаторы от 0 до 8);
- данные, говорящие о том, кому принадлежит бренд товара, то есть, международный регистрационный номер, присваивается организацией GS1 (первые три цифры. Например, в России это 460—469);
- артикульный номер товара, присваивается его владельцем;
- контрольное число — вычисляется сканером с помощью алгоритма, подтверждающего правильность штрих-кода (в России — документация GS1[21]).

Любой штриховой код, в том числе и ГТИН, должен соответствовать Международному стандарту, чтобы считываться правильно во всех странах мира и содержать достоверную информацию. Чтобы ставить ГТИН на товаре, необходимо вступление в Национальную организацию GS1 (действует более чем в ста странах, в России это Международная Ассоциация товарной нумерации, ГС1 РУС) — это условие для компаний не обязательное и добровольное. Фиксация наличия ГТИН (список меток и GTIN-номеров в Системе маркировки и прослеживаемости товаров в системе «Россия ЕГАИС») оформляется в центрах МФЦ.
UPC, EAN и GTIN
Нет разницы, какой штрих-код использовать при онлайн-покупке или поиске товара по штрих-коду. Универсальность GTIN в том, что этот тип маркировки содержит всю информацию о товаре, в том числе и данные, которые могут содержаться в UPC, EAN и других уникальных кодах продукта. Товар можно найти (получить информацию) по любому из них.